# Meghan Patrick
Meghan Patrick (Bowmanville, Ontario, 25 de marzo de 1987) es una cantante y compositora canadiense de música country nacionalizada estadounidense. Anteriormente estuvo firmanda con el sello discográfico canadiense Warner Music Canada. Actualmente tiene un contrato con el sello discográfico estadounidense Riser House Entertainment. Lanzó su álbum debut, Grace & Grit, el 29 de abril de 2016.Patrick señala a cantantes como Bonnie Raitt, Emmylou Harris y Aretha Franklin como sus influencias. Tiene un éxito #1 en las listas country canadienses con el tema "Walls Come Down". AllMusic

## Carrera Musical
Antes de comenzar su carrera como cantante, Patrick fue vocalista del grupo Stone Sparrow,quienes lanzaron un EP y un álbum de larga duración antes de que los miembros se separaran amistosamente en 2013.después de tocar en el festival Boots and Hearts Music.
Desde que se convirtió en cantante, Patrick firmó con el sello discográfico Warner Music Canada y Olé Nashville.Su álbum debut, Grace & Grit, fue lanzado el 29 de abril de 2016. Al hacer este álbum, Patrick trabajó con los productores Justin Niebank (Vince Gill, LeAnn Rimes), Vince Gill, Chad Kroeger, Chris Baseford (Nickelback , Avril Lavigne) y Carly McKillip.
Patrick es una compositora habierta; Ha colaborado con artistas como Rodney Clawson, Gord Bamford, Chantal Kreviazuk, Marty Dodson, Patricia Conroy  Bruce Wallace, Buddy Owen, Steve Smith, Anthony Anderson, Phil Barton, Phil O'Donnell y Andrew Allan. Patrick fue nominada a Compositora del Año con el coguionista Chad Kroeger en los Premios de la Asociación Canadiense de Música Country de 2016 por su canción "Bow Chicka Wow Wow".
En 2016, Patrick formó parte de la campaña publicitaria de una nueva línea de ropa de Roots Canada.
Patrick ha compartido escenario con cantantes y agrupaciones como Lady Antebellum, Dwight Yoakam, Jon Pardi, Kip Moore y Gord Bamford.
En 2017, apoyó a Tom Cochrane en su gira del 25 aniversario de su álbum Mad Mad World. En 2018 actuó en Halifax, Nueva Escocia, en el Marquee Ballroom.
En junio de 2021, lanzó su tercer álbum de estudio, "Heart on My Glass". Fue su primer lanzamiento en Estados Unidos e incluyó los sencillos "My First Car" y "Never Giving Up on You ", así como "Cool About It". Patrick hizo su debut en Grand Ole Opry el 11 de abril de 2023.

## Vida personal
Patrick está casada con el también cantante de country Mitchell Tenpenny.Tiene doble ciudadanía de Canadá y Estados Unidos, nació de padre canadiense y madre estadounidense.

## Discografía
- Grace & Grit (2016)
- Country Music Made Me Do It (2019)
- Heart On My Glass (2021)
- Golden Child (2024)